# Étoile sportive de Béni Khalled
 (août 2024).
Si vous disposez d'ouvrages ou d'articles de référence ou si vous connaissez des sites web de qualité traitant du thème abordé ici, merci de compléter l'article en donnant les références utiles à sa vérifiabilité et en les liant à la section « Notes et références ».
Maillots
L'Étoile sportive de Béni Khalled (arabe : النجم الرياضي ببني خلاد), plus couramment abrégé en ES Béni Khalled, est un club tunisien de football fondé en 1946 et basé dans la ville de Béni Khalled.

## Histoire
C'est à partir de 1965 que le club se structure et prend de l'envergure. Il fait alors appel à un entraîneur diplômé, Abderrazak Aloui, qui lui permet de remporter le titre de la quatrième division du cap Bon et d'accéder en troisième division (région nord). À son tour, Rejeb Sayeh le mène en seconde division dont il devient l'un des principaux animateurs.
Le club accède une première fois en division nationale en 1993 puis une nouvelle fois en 1998 et une troisième fois en 2003 où il passe deux ans en Ligue I.

## Palmarès et bilan

### Palmarès
| Compétitions nationales                                                                                 |
| --- |
| - Championnat de Tunisie D2 (1) : - Champion : 2003 - Coupe de la Ligue tunisienne : - Finaliste : 2002 |

### Bilan en division nationale
| Saison    | Classement   | Joués | Gagnés | Nuls | Perdus | B.P. | B.C. | Meilleur buteur                                                    |
| --------- | ------------ | ----- | ------ | ---- | ------ | ---- | ---- | ------------------------------------------------------------------ |
| 1993-1994 | 13           | 26    | 5      | 7    | 14     | 21   | 44   | Hamadi Trabelsi (4)                                                |
| 1998-1999 | 8 (play-out) | 14    | 1      | 1    | 12     | 8    | 30   | Hatem Slimane (4)                                                  |
| 2003-2004 | 11           | 22    | 3      | 5    | 14     | 10   | 32   | Yves Jupiter, Mejdi Ben Mohamed, Omar Kalabane et Anis Rehaimi (2) |
| 2004-2005 | 13           | 26    | 4      | 8    | 14     | 14   | 45   | Yves Jupiter (5)                                                   |

### Résultats des dernières saisons enLigue II
| Saison    | Classement | Joués | Gagnés | Nuls | Perdus | B.P. | B.C. |
| --------- | ---------- | ----- | ------ | ---- | ------ | ---- | ---- |
| 2007-2008 | 5          | 25    | 10     | 6    | 9      | 27   | 26   |
| 2008-2009 | 8          | 15    | 5      | 4    | 6      | 16   | 17   |
| 2009-2010 | 8          | 15    | 5      | 4    | 6      | 16   | 17   |

## Entraîneurs
- 1964-1967 : Abderrazak Aloui
- 1967-1968 : Driss Aloui
- 1968-1976 : ?
- 1976-1977 : Hammadi Jaouahdou
- 1977-1978 : Kilani Derouiche
- 1979-1981 : Rejeb Sayeh
- 1981-1982 : Mohamed Mensi puis Mohamed Gritli
- 1982-1983 : Mohamed Mensi
- 1983-1984 : Ahmed Aleya puis Mustapha Derouiche
- 1984-1985 : Kilani Derouiche
- 1985-1986 : Kilani Derouiche puis Mustapha Derouiche
- 1986-1987 : Amor Amri puis Mustapha Derouiche puis Rejeb Sayeh
- 1987-1989 : Rejeb Sayeh
- 1989-1990 : Salem Kraïem puis Mustapha Derouiche
- 1990-1991 : Ali Rached
- 1991-1992 : Mustapha Derouiche
- 1992-1993 : Ali Kaabi puis Mustapha Derouiche puis Ali Sraïeb
- 1993-1994 : Mahmoud Bacha
- 1994-1995 : Kilani Derouiche
- 1995-1996 : Ali Kaabi puis Mahmoud Bacha
- 1996-1997 : Wahid Hidoussi puis Abderrahmane Rahmouni
- 1997-1998 : Ali Kaabi puis Moncef Arfaoui
- 1998-1999 : Moncef Arfaoui puis Ali Kaabi puis Mokhtar Tlili puis Mustapha Derouiche puis Moncef Arfaoui
- 1999-2000 : Mahmoud Bacha puis Noureddine Laabidi
- 2000-2001 : Ali Sraïeb, Tarek Belghith puis Ali Kaabi
- 2001-2002 : Ali Kaabi puis Farid Ben Belgacem
- 2002-2003 : Khaled Ben Sassi
- 2003-2004 : Khaled Ben Sassi puis Kamel Chebli puis Mahmoud Bacha puis Khaled Ben Sassi
- 2004-2005 : Khaled Ben Sassi puis Habib Mejri
- 2005-2006 : Mahmoud Ouertani puis Chedly Mlik puis Mahmoud Bacha
- 2006-2007 : Chaker Meftah puis Fayçal Mekki et Lassaad Habib
- 2007-2008 : Kilani Derouiche puis Fayçal Mekki et Lassaad Habib puis Ezzedine Khemila
- 2008-2009 : Wajdi Essid puis Salem Tabbassi puis Mejdi Kordi
- 2009-2010 : Ali Ben Néji puis Ezzedine Khemila puis Kais Yaâkoubi
- 2010-2011 : Lotfi Kadri
- 2011-2012 : Sofiene Hidoussi
- 2012-2013 : Fethi Ben Ghanem
- 2013-2015 : Fetfi Damergi puis Karim Dalhoum puis Fethi Hadj Ismaïl
- 2015-2016 : Mounir Mrad
- 2017-202.. : Ali Sraieb